# Balancier de Brézin
Pour les articles homonymes, voir Brézin.

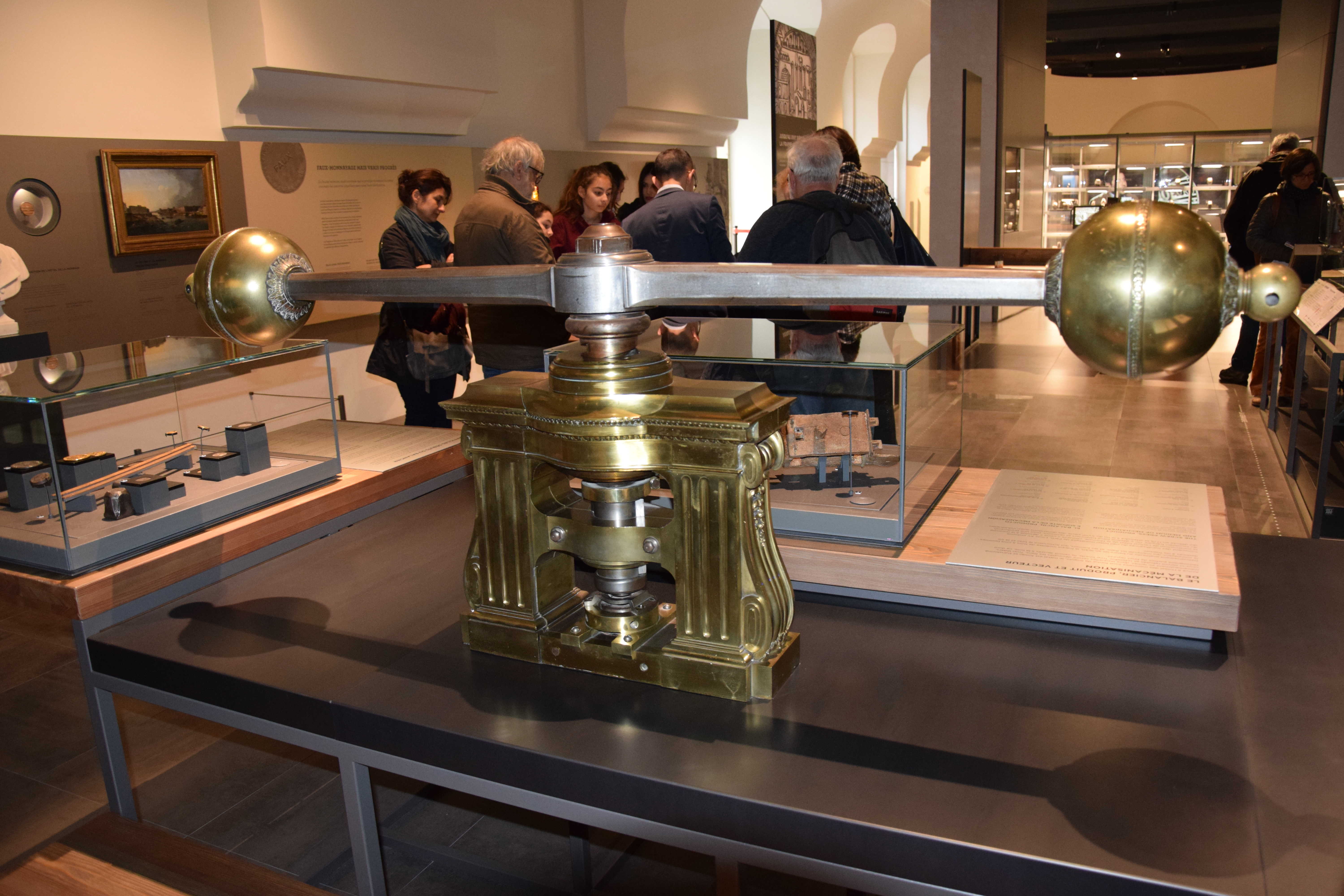
Balancier de Brézin exposé au musée de la Monnaie de Paris.

Il s'agit d'un des plus petits balanciers existants pour frapper de la monnaie et notamment des louis d'or et des demi-louis d'or de Louis XVI. En effet, ce balancier est conçu pour frapper des pièces de 20 millimètres de diamètre. Sa cadence est de 30 à 40 coups par minute.
Jacques-Denis Antoine est le dessinateur de ce balancier au style néoclassique et Michel Brézin en est le constructeur en 1775. Il est un des premiers balanciers présents à l'hôtel de la monnaie. Ce balancier servira de support aux premières améliorations effectuées par Philippe Gengembre en 1797.  